# Psalm dla zbudowanych w dziczy
Psalm dla zbudowanych w dziczy (tyt. oryg. A Psalm for the Wild-Build) – solarpunkowa nowela z 2021 roku napisana przez amerykańską autorkę Becky Chambers, opublikowana przez Tor Books 13 lipca 2021. Polska wersja ukazała się nakładem wydawnictwa Insignis w tłumaczeniu Anny Krochmal oraz Roberta Kędzierskiego 13 marca 2024. W 2022 zdobyła Nagrodę Hugo w kategorii najlepsze opowiadanie. 
To pierwsza książka z serii Mnich i Robot.

## Tematyka opowiadania
Główny bohater to herbaciany mnich, siostrat Dex. Towarzyszy im robot, Mszaczek. Miejsce akcji opowiadania, Panga, zdaje się stawać coraz bardziej dzika. Historia porusza również tematykę niezależności ludzi od robotów, w świecie, w którym pojawiają się problemy związane z nadmierną populacją ludzi, czy zużyciem ropy naftowej. Książka porusza również tematykę terapii, satysfakcji i odnajdywania celu w życiu.